# 西野義和
西野 義和（にしの よしかず、1951年9月6日 - ）は、朝日放送の元アナウンサー。

## 略歴
新潟県高田市（現・上越市）生まれで、後に大阪府茨木市で育つ。大阪府立春日丘高等学校（1970年卒業）、立命館大学産業社会学部卒業。1975年に朝日放送へ入社。
入社後は、競馬を皮切りに、野球などのスポーツ中継で実況を担当。1988年10月19日のロッテ対近鉄のダブルヘッダー（10.19）では、ABCテレビでの中継で第1試合の実況を務めた。
また、入社4年目の1978年10月2日からは、ABCラジオの深夜番組『ABCヤングリクエスト』で月曜日のパーソナリティを担当（自身初のレギュラー番組）。ABCテレビ『ワイドショー・プラスα』のサブ司会や、後継番組『バラエティワイド こんな時α』の司会を務めた。
1990年頃からはスポーツ実況から離れ、主に報道番組を担当。ABCテレビの『おはよう朝日です』では、大阪タワー内のスカイスタジオから本社内スタジオ（当時）での生放送に代わった時期に、ニュースキャスターとして出演していた。
2000年には、当時のアナウンサー部長で先輩に当たる林伸一郎が人事異動でアナウンス職を離れたことを機に、部長職に就任。しかし自身も、2001年11月の人事異動でアナウンス部を離れ、アナウンサー職を一旦離れた。当時は、ABCラジオのナイターオフ番組『ダンディ・エクスプレス』で、水から金曜日のパーソナリティを担当していたが、異動が決まったことを機に途中で降板。後輩アナウンサー（当時）の加瀬征弘が、2002年3月の放送終了までパーソナリティを引き継いでいる。
アナウンス部から異動後は、報道局局次長兼担当部長などを歴任。2011年9月まで、ABCラジオの深夜番組『Club JONR』で、ABCの元アナウンサーによる週替わりパーソナリティの1人として登場した。
2010年3月27日放送の『Club JONR』に出演した際に、同年4月の人事異動でアナウンス部から名称変更したアナウンスセンターの初代センター長に就任することを公表し、同年4月に就任しアナウンス業務も兼任。
2012年3月で定年退職。

## 人物
- 学生時代から、アルバイトで競輪の実況を務めるなど、スポーツアナウンサーを志望。
- プライベートでは、オーディオに造詣が深く、音楽ファン[3]でもある。また、自宅で芝生を手入れするほど園芸に興味を持つ一方で、ゴルフを得意にしている。

## 過去の出演番組
テレビ
| 期間       | 期間       | 番組名                     | 役職                                             |
| ---------- | ---------- | -------------------------- | ------------------------------------------------ |
| 1978年10月 | 1982年12月 | ワイドショー・プラスα      | サブ司会                                         |
| 1981年10月 | 1981年12月 | てれび&てれび              | 進行役 ※『おはよう朝日土曜日です』のパイロット版 |
| 1983年1月  | 1985年9月  | バラエティワイド こんな時α | メイン司会                                       |
| 1994年頃   | 時期不明   | おはよう朝日です           | ニュース担当キャスター                           |
| 1996年10月 | 2000年3月  | おはようコールABC          | メインキャスター                                 |

ラジオ
- ABC朝日ニュース（不定期で担当）
- ABCヤングリクエスト（月曜 1978年10月2日 - 1985年3月）
- 30分1番勝負（2000年度のナイターオフ番組）
- ダンディ・エクスプレス（水 - 金曜 2001年10月 - 11月）
- Club JONR（週替わりパーソナリティとして出演、2009年11月 - 2011年9月、担当期間中にアナウンサーへ復帰）

など

## 関連人物
- 藤久ミネ - 西野と同じ新潟県出身で早稲田大学第一文学部卒業後、1958年から1967年まで朝日放送にアナウンサーとして在籍した後にフリーアナウンサーに転身。
- 小縣裕介 - 2022年3月28日に長岡市生まれであることを自身の番組で公表。
- 村西利恵 - 西野の高校の後輩で関西テレビアナウンサー。更に彼女の母親は西野と高校の同級生だった。[4][5]